# Creney-près-Troyes

Creney-près-Troyes este o comună în departamentul Aube din nord-estul Franței. În 1 ianuarie 2022 avea o populație de 1.996 de locuitori.